# Баюл Оксана Сергіївна
Оксана Сергіївна Баюл-Фаріна (нар. 16 листопада 1977, Дніпропетровськ) — колишня українська фігуристка. Перша олімпійська чемпіонка (XVII Олімпійські зимові ігри, Ліллегаммер, Норвегія, 1994) незалежної України. Дворазова срібна призерка чемпіонатів Європи (1993, 1994), чемпіонка світу (1993). Почесна громадянка Дніпра.
Після перемоги в Олімпіаді 1994 року переїхала жити й працювати в США й відтоді проживає там.

## Життєпис
Народилася в Дніпрі (тоді Дніпропетровськ) у 1977 році.
У 1994 році навчалася у Південноукраїнському педагогічному університеті імені К. Д. Ушинського.
Мати хотіла, щоб Оксана займалася балетом, але її не взяли до балетної школи через комплекцію. У неповних чотири роки бабуся відвела Оксана на ковзанку. Спочатку тренери не розгледіли талант дівчини, і перший час вона займалася в групі «Здоров'я». Через шість років, у 1987 році, стала брати участь у чемпіонатах СРСР, але вище 10-го місця їй піднятися не вдавалося.
Батько, Сергій Баюл, залишив сім'ю, коли Оксані було три роки, і участі у вихованні доньки не брав. У тринадцятирічному віці Оксана залишилася сиротою — її мама Марина Баюл померла від раку, а через місяць померла і бабуся. Іноді Оксані доводилося ночувати в роздягальнях на рідній ковзанці, там же готувати собі їжу. Спочатку Баюл опікувався її тренер у Дніпрі Станіслав Коритек, але незабаром він емігрував до Канади, а свою підопічну відправив до свого колеги Валентина Ніколаєва в Одесу. Партнеркою Ніколаєва була Галина Змієвська, яка виховала олімпійського чемпіона 1992 року в чоловічому одиночному катанні Віктора Петренка. Жила Оксана в невеликій квартирі в одній кімнаті Змієвської з її донькою. Грошима дівчині в той час допомагав зять Галини Яківни Віктор Петренко. Сама Оксана Баюл в інтерв'ю заявила, що це неправда.
У січні 1993 року Баюл дебютувала на чемпіонаті Європи, де здобула срібну нагороду, поступившись тільки француженці Сурії Боналі. Того ж року дебютувала на чемпіонаті світу в Празі, де сенсаційно перемогла. Обидві програми виконала емоційно, артистично, прикрасила програму танцювальними рухами, чим привела зал у захват. Наступного року на чемпіонаті Європи Баюл знову поступилася Сурії Боналі і стала другою.

### Зимові Олімпійські ігри 1994 в Ліллегаммері
На час проведення Зимових Олімпійських ігор 1994 року в Ліллегаммері Оксані виповнилося лише 16 років і сама вона зізнавалась, що планувала взяти участь лише в наступних іграх 1998 року в Нагано, але після розпаду СРСР Україні терміново знадобився кандидат для участі в Олімпіаді-1994, на яку і відправили Баюл.
Церемонія відкриття ігор в Ліллегаммері відбулася без Оксани. Її тренерка Галина Змієвська не випустила свою підопічну на захід через відсутність у спортсменки теплих штанів і ризик застуди.
Фаворитками змагань на Олімпійських іграх були американки Тоня Гардінг і Ненсі Керріган. Інтерес до протистояння між ними підігрівав той факт, що за кілька тижнів до Олімпіади прихильник Гардінг напав на Керріган і перебив їй ногу залізним прутом, проте завдяки лікарям останній вдалося одужати до змагань. Гардінг змогла взяти участь в іграх завдяки адвокатам.
На іграх Оксана Баюл виконала одну з найкращих коротких програм в історії фігурного катання (на музику П. І. Чайковського). Перша частина була ліричною, прикрашеною витонченою комбінацією спіралей, натомість друга частина вийшла дуже емоційною, бурхливою (Галина Змієвська весь час закликала через бортик Оксану заспокоїтися). У підсумку після короткої програми Баюл стала другою, на перше місце вийшла американка Керріган.
Наступного дня з українською спортсменкою трапився інцидент, що поставив під загрозу її подальший виступ на Олімпіаді: під час тренування Баюл зіткнулася на льоду з німецькою фігуристкою Танею Шевченко. Обидві спортсменки їхали в цей час задом і тому не бачили одна одну. Ковзан німкені на три сантиметри увійшов в окістя Оксани. Вона дістала больовий шок і не могла підвестися. До того ж, під час падіння вона сильно забила куприк. Інша німкеня, Катаріна Вітт, відтягла Оксану до бортика, де німецький лікар відразу зробив їй декілька ін'єкцій. Українській спортсменці наклали декілька швів, і через два дні, після застосування знеболювальних препаратів, вона все ж вийшла на завершальну довільну програму. Баюл впевнено виконала всі елементи і вже збиралася завершувати виступ потрійним стрибком, коли крізь шум глядачів почула крики від тренерів — Галина Змієвська і Віктор Петренко, які відчували, що українка все ще поступається американці, кричали: «Тобі потрібна комбінація!». Баюл за 15 секунд до кінця змінила програму і з останньою нотою виконала каскад подвійний аксель — подвійний тулуп. Після завершення програми з Оксаною трапився нервовий зрив. Четверо з дев'яти суддів віддавали перемогу Керріган, ще четверо — Баюл. Все вирішив німецький суддя, колишній чемпіон світу Ян Гоффманн, який поставив Оксані кращі оцінки за артистизм і цим вивів на перше місце.
Підняття українського прапора на церемонії нагородження довелося чекати 45 хвилин. Виявилося, що в організаторів не виявилося гімну України, бо ніхто не очікував на перемогу українських спортсменів. Організатори запропонували поставити замість нього або гімн СРСР, або гімн Росії, або олімпійський гімн, але українська делегація відмовилась. У керівниці української делегації фігуристів Людмили Михайловської була в готелі касета з українським гімном і вона помчала за ним. У підсумку, того дня вперше пролунав гімн України на Олімпійських іграх, але прапор України організатори помилково підняли догори дриґом. Після того випадку Баюл, отримуючи запрошення на офіційний захід, насамперед ставила умову — щоб були в наявності атрибути її країни. І всі її майстер-класи починалися з того, що під звуки українського гімну піднімався синьо-жовтий прапор.

### Після Олімпіади
Від 1994 року (відразу після Зимової олімпіади в Ліллегаммері) Оксана працювала в США за контрактом у Лас-Вегасі. Американська публіка дуже полюбила юну українку, її виступи мали шалену популярність, їй платили найвищі серед олімпійців гонорари. Проте 16-річна дівчина не витримала випробування славою. Поліція затримувала її за водіння в нетверезому стані, вона опинялась у центрі різноманітних скандалів. Спортсменці довелося лікуватися в реабілітаційній клініці від алкоголізму. Залишивши спорт, Баюл займалася бізнесом (спортивний одяг).
2005 року, подолавши алкогольну залежність, повернулася у професійний спорт. Оксана не поривала з фігурним катанням, зокрема брала участь у низці комерційних льодових шоу — у США та Європі (у німецькому Оберстдорфі).
У закордонний період життя Оксана Баюл залишалася громадянкою України.

Я постараюся повернутися в Україну рано чи пізно. Це моя батьківщина, вона назавжди залишається в моєму серці, думках і молитвах. А їх тепер особливо багато. Загалом: Слава Україні! Героям слава!

Опублікувала кілька книжок про свій спортивний шлях і своє життя.
2010 року Оксана Баюл повернулася в Україну, де мала на меті відкрити дитячу школу фігурного катання світового зразка. Вступила до Інституту фізичного виховання й спорту Національного педінституту імені М. П. Драгоманова у Києві. Однак через чотири місяці полишила університет і повернулася назад до США.
У серпні 2021 року повідомляла, що відмовилася від українського громадянства. Проте згодом стало відомо, що Баюл залишається громадянкою України.

### Особисте життя
Першим чоловіком Баюл став син українських емігрантів 1970-х років Євген Суник, з яким вона познайомилася на Різдво 2000 року. Їхній шлюб тривав 5 років. Другим чоловіком був американський будівельник доріг Джим Бреннон. Із 2014 року одружена з американським бізнесменом Карлом Фаріною.

## Спортивні досягнення
| Подія                   | Місце   | Місце   | Місце   | Місце   | Місце   |
| Подія                   | 1989–90 | 1990–91 | 1991–92 | 1992–93 | 1993–94 |
| ----------------------- | ------- | ------- | ------- | ------- | ------- |
| Олімпійські ігри        |         |         |         |         | 1       |
| Світовий чемпіонат      |         |         |         | 1       |         |
| Американський чемпіонат |         |         |         |         | 1       |
| Європейський чемпіонат  |         |         |         | 2       | 2       |
| Німецький чемпіонат     |         |         | 4       |         | 2       |
| Український чемпіонат   |         |         |         | 1       | 1       |
| Радянський чемпіонат    | 12      | 10      |         |         |         |

## Телебачення
| Рік       |    | Українська назва                  | Оригінальна назва                    | Роль           |
| --------- | -- | --------------------------------- | ------------------------------------ | -------------- |
| 2010—2012 | с  | Будь слухняним, Джонні Вейр       | Be Good Johnny Weir                  | камео          |
| 2009      | тф | Поп-зірка на кризі                | Pop Star on Ice                      | камео          |
| 2006      | тф | Золоті леза: У гонитві за золотом | The Cutting Edge: Going for the Gold | коментатор     |
| 2004—...  | с  | Підмайстер                        | The Apprentice                       | камео          |
| 2003—2006 | с  | Покер із зірками                  | Celebrity Poker Showdown             | камео          |
| 2003—...  | с  |                                   | Made                                 | камео          |
| 2000—2006 | с  | Потужна медицина                  | Strong Medicine                      | Ірина Кострова |
| 1998—2004 | с  | Голівудські квадрати              | Hollywood Squares                    | камео          |
| 1996—2002 | с  | Арліс                             | Arli$$                               | камео          |
| 1996—2002 | с  | Шоу Рози О'Доннел                 | The Rosie O'Donnell Show             | камео          |
| 1995—1997 | с  | Лорен Гаттон та...                | Lauren Hutton and...                 | камео          |
| 1994—2004 | с  | VH-1 Де вони зараз?               | VH-1 Where Are They Now?             | камео          |
| 1981—...  | с  | Розваги цього вечора              | Entertainment Tonight                | камео          |

### Фільми про Оксану Баюл
Після перемоги Оксани в Ліллегаммері й переїзду до США американські кінопродюсери майже відразу випустили фільм «Стримати обіцяне, або Правдива історія Оксани Баюл» (англ. «A Promise Kept: The Oksana Baiul Story») з Монікою Кіна в головній ролі, який сама Баюл назвала «неправдивою історією».
У 2014 році австралійська кінорежисерка Кітті Грін, авторка документального фільму «Україна не бордель» зняла короткометражну стрічку «Обличчя України: проби на роль Оксани Баюл» (англ. «The Face Of Ukraine: Casting Oksana Baiul»), яка наступного року здобула перемогу на фестивалі «Sundance». Цей фільм приніс австралійській режисерці, бабуся якої була українкою, ще й титул «Незалежної кінематографістки року» від журі лос-анджелеської організації «Women In Film» («Жінки в кіно»).
У фільмі «Я, Тоня» (2017) роль Оксани Баюл зіграла американська акторка Кессіді Болкком (англ. Cassidy Balkcom).

## Благодійна діяльність
Підтримує дитячий будинок «Тиква»-«Ор Самеах», який допомагає єврейським дітям Одеси.

## Громадянська позиція
Оксана живе в США протягом багатьох років, але її національна свідомість спонукала її озвучити свою підтримку співвітчизникам під час Революції гідності:

Народ України веде боротьбу з організованою злочинністю, корупцією і силами зла. У той час як ми звільнились від радянського ярма в 1991 році, багато кому з корумпованих комуністичних апаратників, на жаль, вдалося утримати свої позиції. Злочинність і корупція залишились, але український народ, нарешті, став достатньо сміливим, щоб вистояти.

## Цікаві факти
- На час своєї перемоги Оксана Баюл — наймолодша олімпійська чемпіонка із зимових видів спорту[7] (на наступній Олімпіаді її рекорд перевершила американка Тара Ліпінські).
- Наймолодша за всі роки українська олімпійська чемпіонка[17].
- До перемоги українських біатлоністок в естафеті на Олімпіаді-2014, упродовж 20 років залишалася єдиною олімпійською чемпіонкою незалежної України з зимових видів спорту.

## Звання та нагороди
- Почесна відзнака Президента України (19 серпня 1993) — за досягнення видатних спортивних результатів на чемпіонатах світу та Європи, утвердження авторитету України на світовій спортивній арені[18]
- Заслужений майстер спорту України (1994)
- Почесний громадянин м. Дніпро.

## Книжки
- Baiul O. Oksana: My Own Story. — Random House Books, 1997. — 48 p. — ISBN 0679883827.
- Baiul O. Secrets of Skating. — Universe, 1997. — 144 p. — ISBN 0789301040.